# Andros (entreprise)
Pour les articles homonymes, voir Andros.
Andros est un groupe international de l’industrie agroalimentaire et une marque française spécialisée dans la transformation des fruits et des laitages.
L’entreprise possède notamment les marques Andros, Bonne Maman et Mamie Nova, de grands noms qui représentaient en France près de 19,5 % des jus de fruits au rayon frais, 47 % des confitures ou même 62,4 % des compotes réfrigérées en 2017. Elle est également présente sur le marché de la confiserie avec Pierrot Gourmand.
De 1990 à 2024 elle a coorganisé le Trophée Andros, un championnat de sport automobile sur glace. Elle sponsorise aussi la Ligue nationale de rugby et l’équipe de rugby à XV du CA Brive.
La famille Gervoson-Chapoulart, propriétaire du groupe, dispose d’une fortune estimée à 1,5 milliard d’euros en 2023.

## Historique

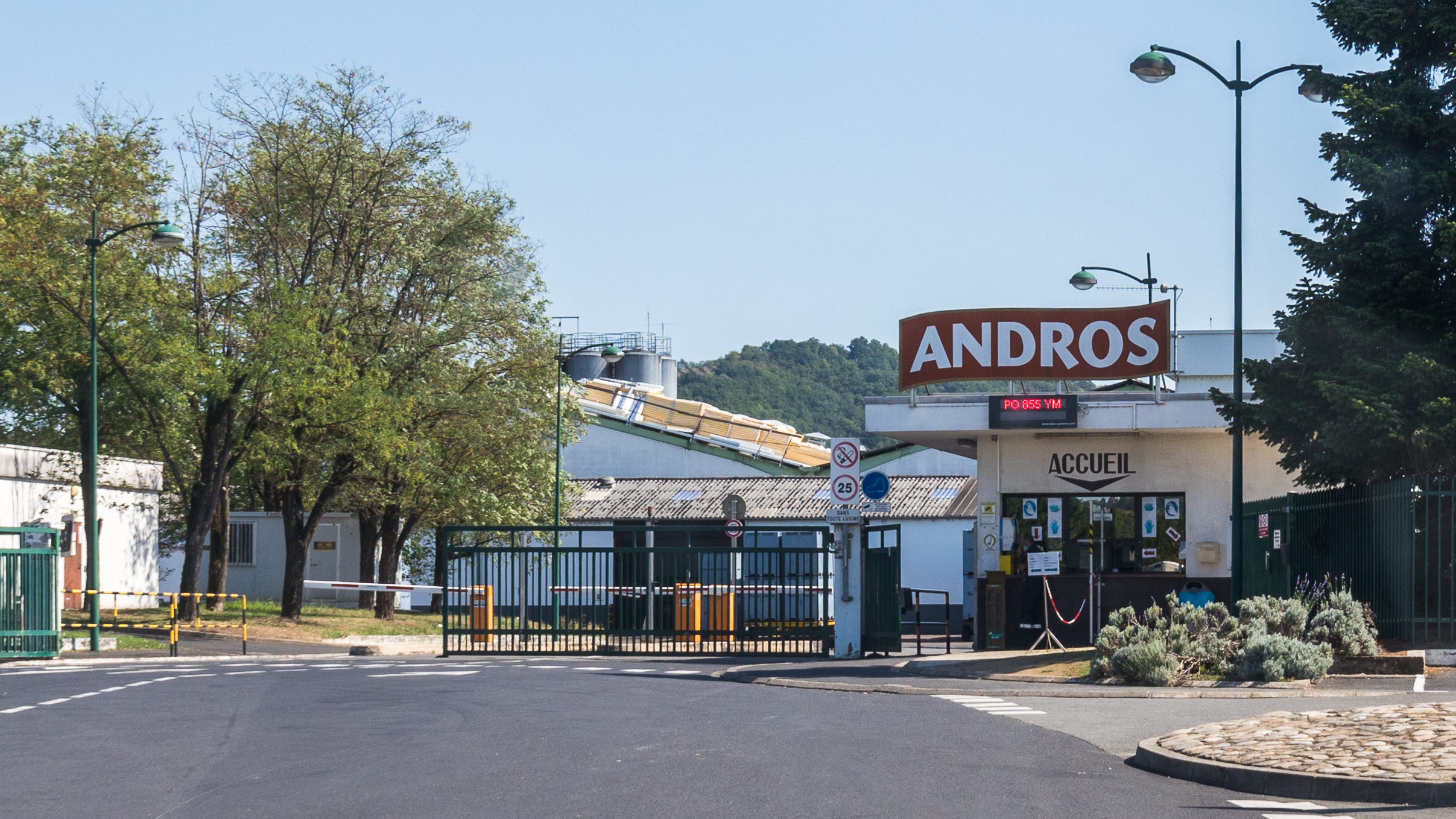
Siège historique d’Andros à Biars-sur-Cère.

Au lendemain de la Seconde Guerre mondiale, Jean Gervoson et Pierre Chapoulart fondent un commerce de confitures en transformant les prunes invendues provenant du négoce du beau-père de Jean Gervoson. Le siège de l’entreprise est situé à proximité de Brive-la-Gaillarde, à Biars-sur-Cère où cette activité se développe à la fin des années 1960.
En 1971, la marque « Bonne Maman » est dévoilée. En 1976, Andros achète la société Pierrot Gourmand. L’usine historique du confiseur située à Ivry-sur-Seine étant fermée, sa production est relocalisée à Biars-sur-Cère. Entre 1978 et 1987, Andros se lance dans la biscuiterie en constituant le groupe Morina Baie Biscuits,.
Dans les années 1990, un slogan marquera le paysage publicitaire français avec l’allitération « Andros, Andros, ça c’est fort de fruits ! ».
En 1992, Andros négocie auprès de l’Union laitière normande des parts dans le groupement Gama Nova et la création d’une coentreprise avec le Groupe Even lui permet de détenir 80% de Mamie Nova,. Parallèlement, à travers la gestion de Materne Confilux, Andros s’implante en Belgique.
En 2000, Jean Gervoson quitte la direction du groupe et ses deux fils lui succèdent : Frédéric Gervoson, pour Andros et les confitures Bonne Maman, et Xavier Gervoson, pour les gâteaux Bonne Maman.
En 2006, Andros se diversifie dans la fabrication de crèmes glacées, de sorbets et de pâtisseries surgelées avec l’entreprise gersoise Prolainat, puis rachète la Biscuiterie Saint-Michel à l’allemand Bahlsen et ajoute ainsi à son portefeuille de marques les « Madeleines de Commercy », les « Sablés de Retz » et les palets « Roudor ». Le groupe s’investit dans la transformation de produits laitiers avec l’inauguration d’une usine à Auneau en 2007. Celle-ci compte plus de 400 salariés. À la même période, Andros acquiert l’unité de production Materne-Boin de Biars-sur-Cère. En 2008, la marque met sur le marché ses premiers desserts.
Pour accompagner son expansion, Andros transfère son entrepôt logistique (Novadis) de Moulineaux vers Vironvay dans de « nouveaux locaux plus spacieux, et plus facile d’accès pour les transporteurs ».
En 2024, le groupe annonce qu’il intégrera la chocolaterie Poulain,.

## Expansion internationale
L’exploitation de multiples marques et filiales permet au groupe Andros d’être présent sur différents territoires dans le monde. Ainsi, Barker’s en Nouvelle-Zélande, les conserveries Odenwald et Spreewaldhof en Allemagne, Bowman Apple Products en Amérique du Nord, Dhul (es) en Espagne, Los Nietitos en Uruguay  ou encore Scaldosole et Solo Italia en Italie en sont des exemples.

## Activités

### Jus de fruits
En France, en 2015, l’entreprise Andros se classe seconde sur le marché des jus de fruits frais, derrière Tropicana, et suivie par Innocent. Le groupe vise l’ultra-frais et les jus réfrigérés, un secteur qui offre d’importantes perspectives de croissance.
Historiquement, Andros a bénéficié d’un positionement précoce sur les smoothies à travers les marques « Fruit Addict » et « So Smooth »,.

### Confitures et compotes
Le cœur d’activité d’Andros a toujours été la production de confitures et de compotes. En 2017, les parts de marché d’Andros en France étaient estimées à 47 % pour les confitures et 62 % pour les compotes réfrigérées.

### Biscuits

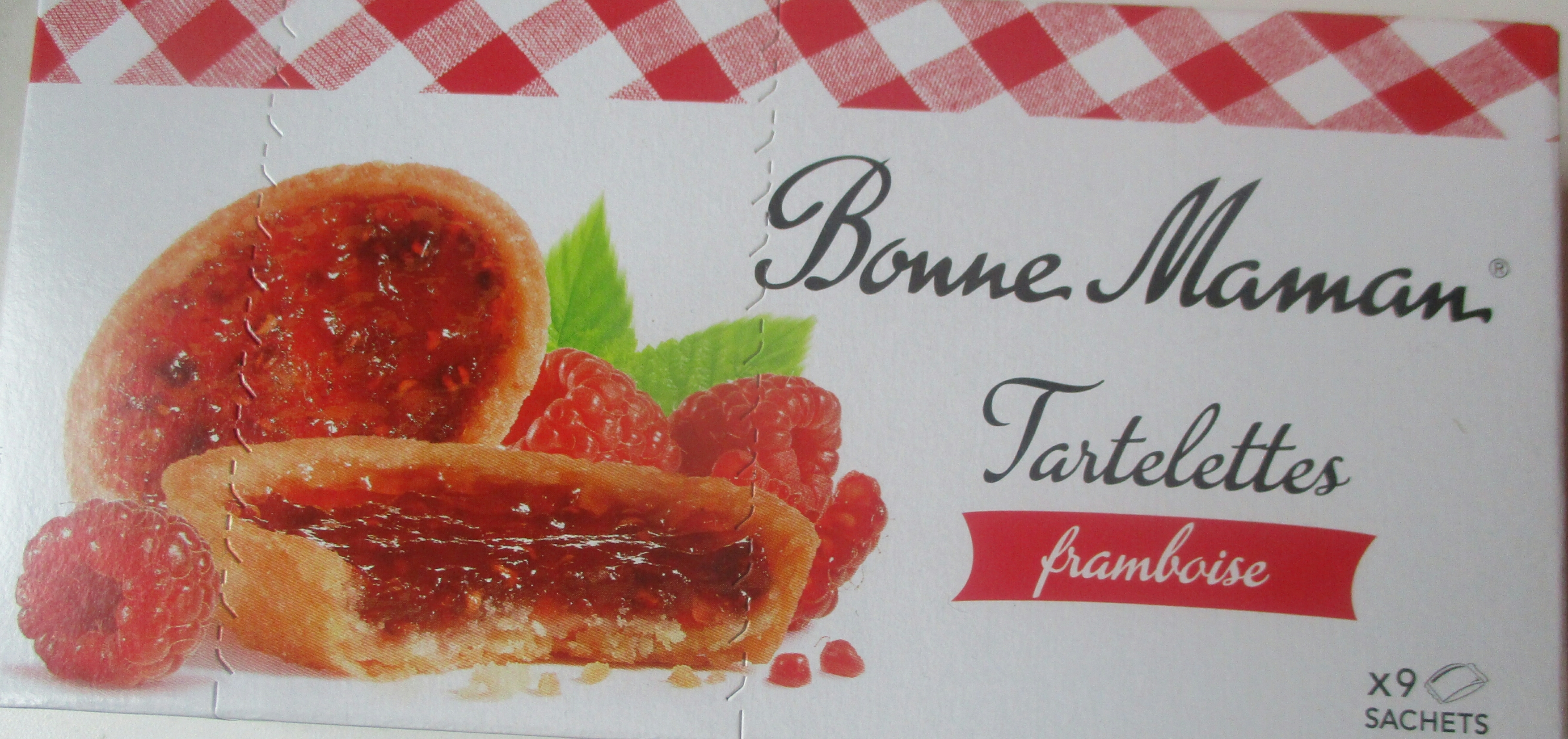
Tartelettes à la framboise Bonne Maman.

Les biscuits Bonne Maman sont fabriqués par Morina Baie Biscuits, à laquelle une licence a été octroyée par Andros. Le chiffre d’affaires de cette entreprise est estimé à 450 millions d’euros en 2019.

### Sous-traitance et marques de distributeurs
Andros a tissé des partenariats et apporte son savoir faire en fournissant à des entreprises de la grande distribution des yaourts, des marmelades, des confiseries ou des desserts surgelés. Ainsi, les coulis et purées de fruits Les 2 Vaches, le fourrage des crêpes Whaou!, les compotes en gourde Lidl ou les bûches de Noël Picard sont élaborés par le groupe Andros.

### Marques

#### Bonne Maman
Jean Gervoson et sa femme Suzanne créent la marque Bonne Maman en 1971. L’emballage de la marque, imaginé par Pierre Roche-Bayard, est inchangé depuis : pot au format breveté, couvercle d’après le motif vichy et étiquette blanche avec calligraphie comme à la plume. Les produits achetés aux agriculteurs sont analysés pour vérifier que le taux de pesticides correspond à des valeurs considérées comme acceptables.
En 1997, la marque Bonne Maman s’élargit vers les biscuits avant d’entrer, début 2008, sur le marché des desserts. Comme pour les confitures, les recettes sont composées à partir de produits agricoles et transformés dont la qualité et la fraîcheur sont garantis, sans conservateurs ni additifs. Au premier semestre 2009, malgré des prix supérieurs à la concurrence et une date limite de consommation plus courte, ces deux activités voient leurs ventes progresser : Bonne Maman gagne + 8,7 % pour les biscuits et remporte la seconde position sur le marché national des desserts. Des unités de production spécialisées se trouvent à Auneau et Biars-sur-Cère pour les desserts, Avranches et Contres pour la biscuiterie.
En 2008-2009, la marque détient près de 35 % du marché français des confitures.
Un tiers des confitures Bonne Maman est destiné à l’exportation, tout comme 10 % des autres produits. Dès la création de la marque apparaissent des pots miniaturisés de 30 g destinés à l’hôtellerie. Distribuée dans 125 pays, Bonne Maman est, pour ces pots miniatures, en tête sur le marché aux Pays-Bas et en Grèce, et no 2 au Royaume-Uni et aux États-Unis.

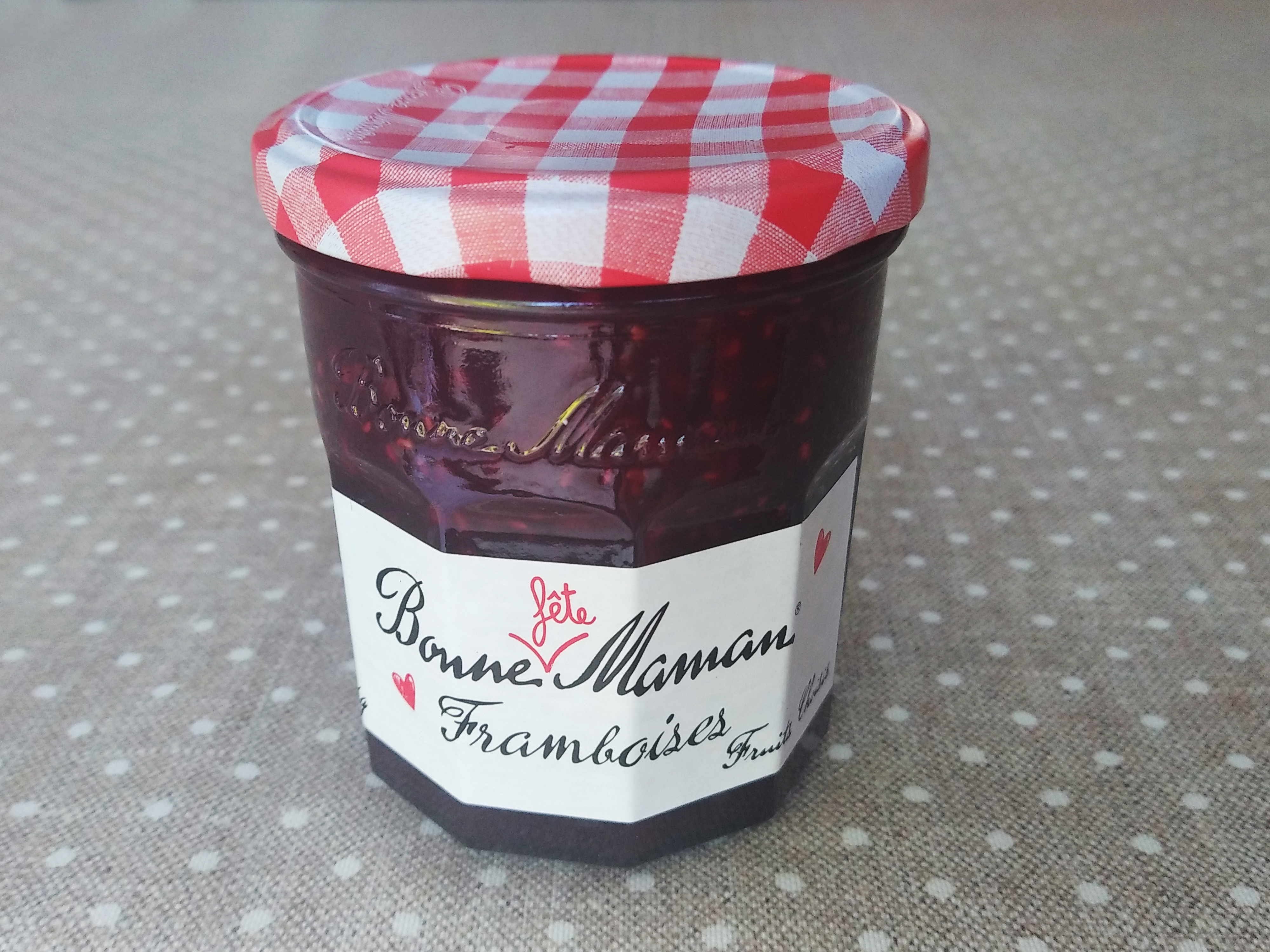
Confiture de framboise Bonne Maman avec une étiquette spéciale « Fête des Mères »
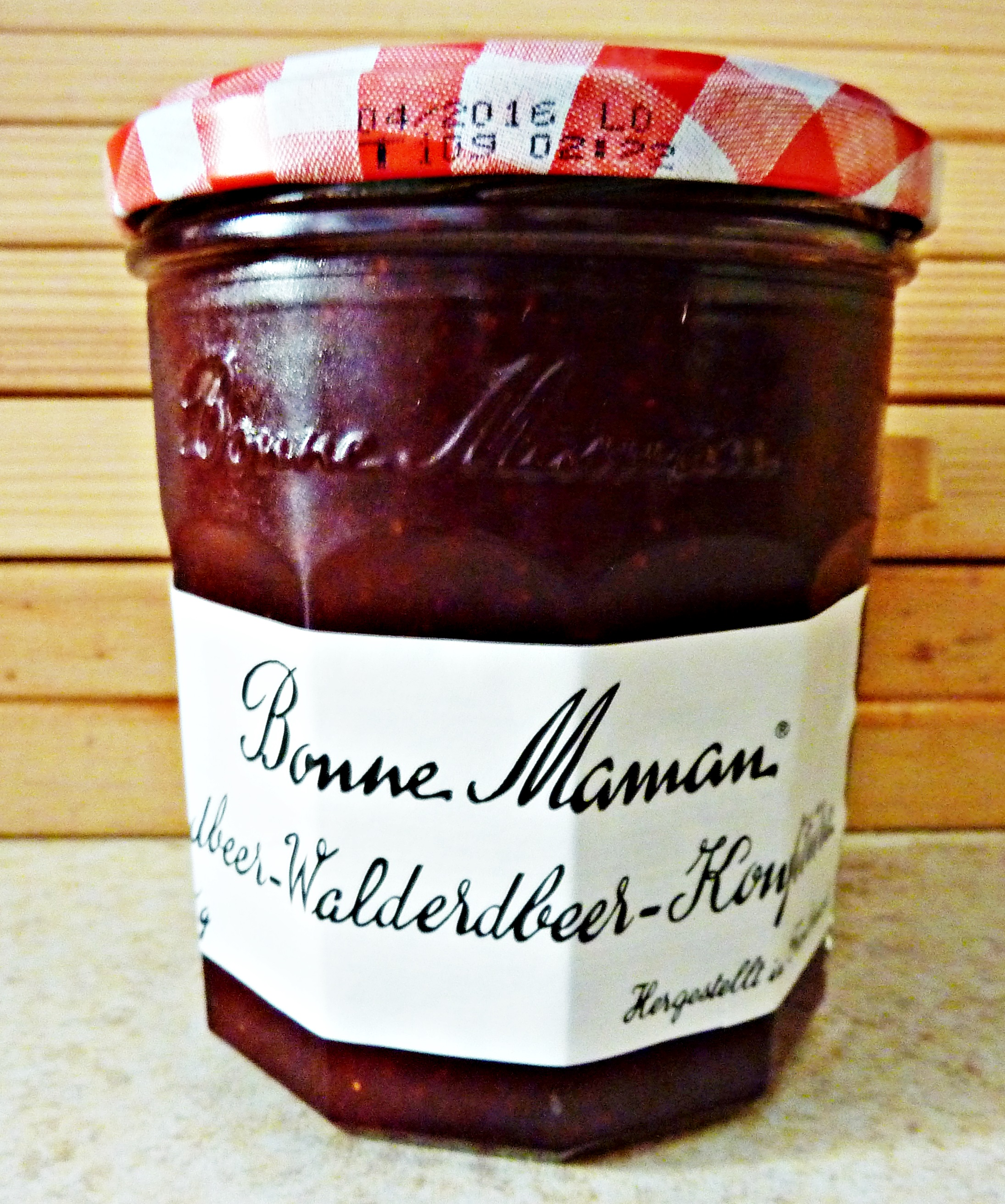
Pot de confiture Bonne Maman pour le marché allemand
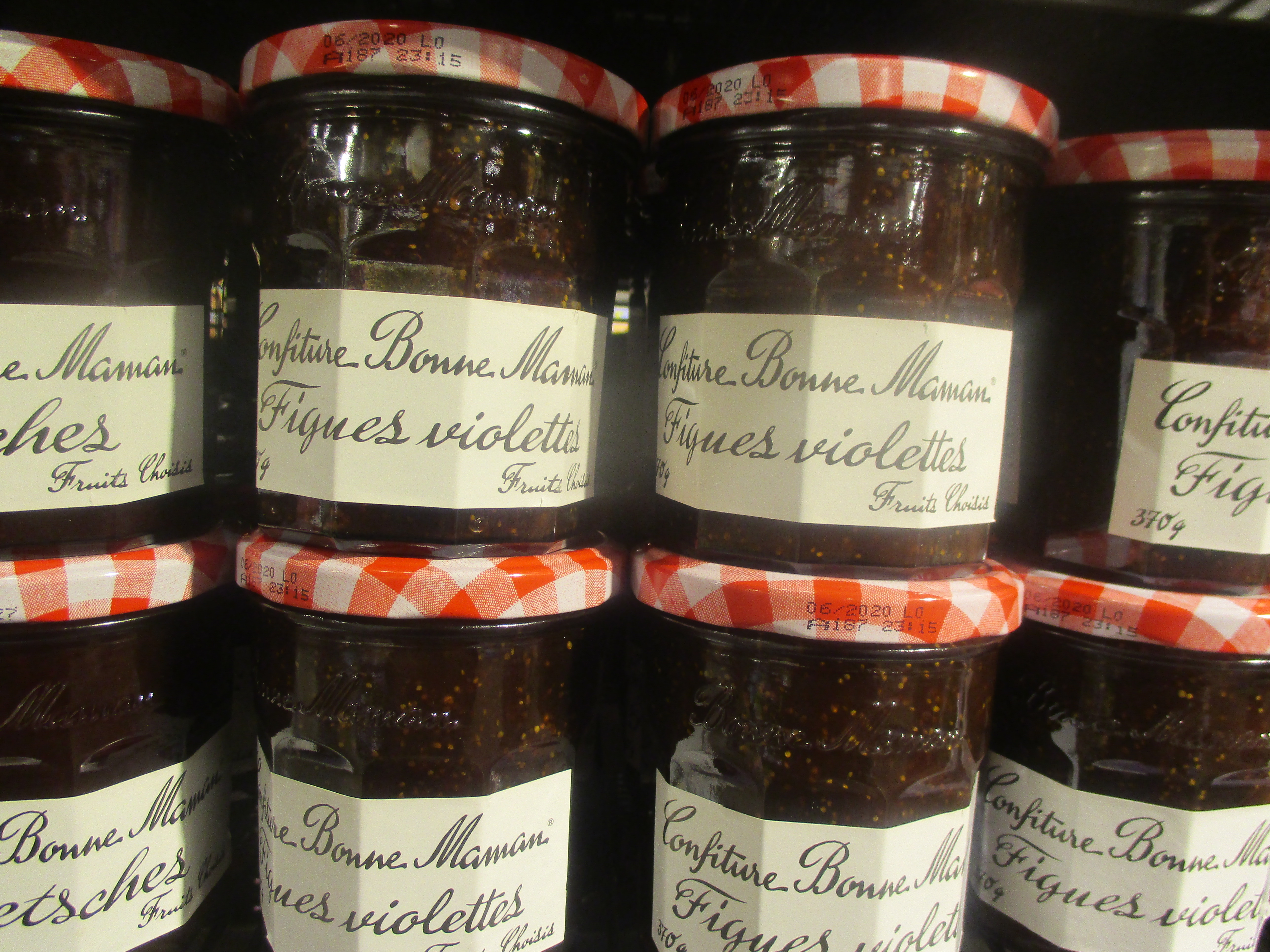
Confitures Bonne Maman aux figues et aux violettes

#### Saint-Michel
Andros possède la biscuiterie Saint-Michel. À l’origine une simple boulangerie, la notoriété de la société vient en 1905 avec la commercialisation et le dépôt de marque de galettes qui accompagneront le développement de la station balnéaire de Tharon-Plage.

#### Pierrot Gourmand
D’abord fabricant de confiseries, Pierrot Gourmand sera à l’origine de l’essor de la consommation de sucettes en France en déposant un brevet d’invention en 1923.

#### Mamie Nova
Crée en 1949, Mamie Nova commercialise des produits frais transformés à base de laitages. Depuis les années 1950, l’emblème de Mamie Nova est une grand-mère en robe bleue. Après son rachat par Andros au milieu des années 1990, l’entreprise se concentre sur la promotion de produits de qualité.

#### Andros Sport
Lancée en 2023, la marque Andros Sport se propose de répondre aux besoins de la nutrition sportive avec une gamme de produits dédiés. À base de fruits, les recettes ont été élaborées avec l'appui d'un nutritionniste de l'INRAE afin de garantir une bonne assimilation par l'organisme et un apport énergétique suffisant lors de la pratique d'efforts physiques,.

## Engagements
À la fin de la décennie 2010, le groupe Andros s’engage sur la préservation de l’environnement. En 2018, conscient de l’impact environnemental de l’élevage, la gamme « Andros Gourmand & Végétal » est présentée au rayon des desserts frais. À base de lait de coco et de lait d’amande, elle constitue une alternative aux yaourts classiques au lait de vache.
Avec pour objectif de protéger les pollinisateurs comme les abeilles, une gamme de compotes certifiées par le label Bee Friendly, est proposée.
Andros procède à des veilles variétales et a recours à des contrats de culture de longue durée pour accompagner ses producteurs. L'entreprise mène des recherches sur la culture des fruits, et s’est dotée d’un verger destiné a des expérimentations agronomiques afin de concilier productivité et influences du changement climatique.
Aussi, fin 2020, Andros introduit sur le marché la première gourde de compote recyclable et adhère au dispositif « Entreprises engagées pour la nature » mené par l’Office français de la biodiversité.
Au sein de l’une de ses unités de production, la société est impliquée pour l’intégration de salariés autistes, avec l’association « Vivre et travailler autrement ». Elle est également l’un des mécènes de l’initiative La France s'engage qui a pour mission de soutenir en France des projets de l’économie sociale et solidaire et du développement durable,.

## Controverses

### Autorité de la concurrence
En mars 2015, avec huit autres sociétés, Novandie, filiale du groupe Andros, est condamnée dans l’affaire dite du « cartel du yaourt » à une amende de 38,3 millions d’euros pour entente sur les prix des produits laitiers, montant réduit à 35 millions d’euros en appel.
En 2019, le groupe Andros est condamné par l’Autorité de la Concurrence dans l’affaire dite du « cartel de la compote » ;  pour avoir constitué une entente avec d’autres acteurs du marché de la compote, notamment afin de coordonner des hausses de prix. L’enquête a révélé qu’en se comportant en franc-tireur, Andros avait perturbé le fonctionnement du cartel.

### Gourdes recyclables
En novembre 2020, Andros remporte devant le tribunal de commerce de Lyon un procès intenté par son concurrent Materne, dans le cadre d’une procédure d’urgence dite « d’heure à heure ». Ce procès fait suite au lancement par Andros, en septembre 2020, de la première gourde de desserts fruitiers apte au recyclage.
Materne, filiale du groupe Bel, avait attaqué Andros pour tromperie au consommateur et concurrence déloyale. Materne estimait en effet que les emballages des gourdes Andros, utilisant du polypropylène, n’étaient pas recyclables contrairement à ce qu’ils alléguaient,.
En mai 2021, la décision rejetant les demandes de la société Materne a été confirmée en appel, la cour d’appel ayant estimé que la gourde présentée au public par Andros comme recyclable, était bien recyclable et était bien la première à l’être sur le marché français.

## Personnalités liées à l’entreprise
- Alain Penaud, né le 19 juillet 1969 à Juillac, est un joueur de rugby à XV, actif de 1987 à 2007
- Jean-Luc Joinel est un joueur français de rugby à XV, né le 21 septembre 1953 à Saint-Vincent-de-Cosse
- Cédric Heymans, joueur de rugby à XV professionnel jusqu’en 2013[52]